# Looking Ahead (Graziano Romani)
Looking Ahead è un album pubblicato da Graziano Romani nel 2025, composto da dodici brani inediti in lingua inglese.
L'uscita del disco è stata anticipata dal singolo Middlejune, pubblicato il 14 maggio esclusivamente in formato digitale.
Come nel precedente album Still Rocking gli arrangiamenti sono stati curati da Max Marmiroli, già sassofonista dei Rocking Chairs.

## Tracce
1. Middlejune – 4:16
2. Singing About Nothing – 4:20
3. Lay Down These Arms – 4:16
4. This Kind of Spark – 4:53
5. Bright Side of the River – 4:47
6. Unafraid – 4:44
7. Universal Law – 4:15
8. In a Just World – 4:00
9. From This Moment On – 5:08
10. Back Alley Beauty – 4:54
11. Looking Ahea – 4:54
12. Last Jukebox on Earth – 4:43

## Formazione
- Graziano Romani - voce, chitarra acustica, chitarra elettrica, chitarra 12 corde, cori, armonica a bocca
- Max Marmiroli - sax, percussioni, flauto, cori
- Franco Borghi - pianoforte, organo
- Nick Bertolani - batteria
- Follon Brown - chitarra elettrica
- Lele Cavalli - basso, chitarra 12 corde